# Rua Bom Pastor
A Rua Bom Pastor é uma via localizada no distrito do Ipiranga, na zona centro-sul da cidade de São Paulo. Nessa rua, estão localizados vários casarões e palacetes notórios de propriedade da família Jafet, como os palacetes Rosa, Violeta e o Palácio dos Cedros. A rua serve como ligação ao Museu do Ipiranga e ao Parque da Independência para aqueles que vêm da região do ABC Paulista e de distritos vizinhos como Sacomã e Vila Prudente. Ao seu lado, está localizado o Terminal Sacomã, que faz interligação com a Estação Sacomã, da Linha 2-Verde do Metrô, a qual também dá acesso à rua.
Segundo a lenda, a rua recebeu foi assim nomeada devido a um asilo para menores com esse nome, criado após um discurso feito por um garoto que andava faminto por um então desconhecido caminho que ligava a Avenida Tereza Cristina à Rua Silva Bueno. Após ter caído na rua devido à sua falta de força, ele viu um raio de luz e a imagem de Jesus Cristo, que disse: "Sou um pastor de almas que tudo faz pelas crianças e, em nome do Pai, falarei ao coração dos homens para que construam neste chão um asilo para elas." Devido a esse suposto acontecimento, foi criado em 1893 o Asilo Bom Pastor, que na época, foi a primeira instituição assistencial na região do Ipiranga, e posteriormente, a rua também foi batizada com essa nomenclatura.